# Injektives Tensorprodukt
Das injektive Tensorprodukt ist eine Erweiterung der in der Mathematik betrachteten Tensorprodukte von Vektorräumen auf den Fall, dass zusätzlich Topologien auf den Vektorräumen vorhanden sind. In dieser Situation liegt es nahe, auch auf dem Tensorprodukt der Räume eine Topologie erklären zu wollen. Unter den vielen Möglichkeiten, dies zu tun, sind das projektive Tensorprodukt und das hier zu behandelnde injektive Tensorprodukt natürliche Wahlen.
Zunächst wird der leichter zugängliche Fall der normierten Räume und Banachräume besprochen, anschließend wird auf die Verallgemeinerungen in der Theorie der lokalkonvexen Räume eingegangen.
Die Konstruktion für normierte Räume und Banachräume geht auf Robert Schatten zurück, die Verallgemeinerungen auf lokalkonvexe Räume wurden von Alexander Grothendieck erzielt.

## Normierte Räume
Das Tensorprodukt zweier normierter Räume lässt sich wie folgt ebenfalls zu einem normierten Raum machen.

### Konstruktion
Seien {\displaystyle (E,\|\cdot \|_{1})} und {\displaystyle (F,\|\cdot \|_{2})} normierte Räume. 
Je zwei stetige, lineare Funktionale {\displaystyle f\in E\,'} und {\displaystyle g\in F\,'}
definieren eine bilineare Abbildung {\displaystyle E\times F\rightarrow {\mathbb {K} },\,(x,y)\mapsto f(x)g(y)}.
Nach der Universaldefinition des Tensorproduktes induziert diese eine lineare Abbildung {\displaystyle E\otimes F\rightarrow {\mathbb {K} },\,\sum _{i=1}^{n}x_{i}\otimes y_{i}\mapsto \sum _{i=1}^{n}f(x_{i})g(y_{i})}, die üblicherweise mit {\displaystyle f\otimes g} bezeichnet wird.
Man setzt nun für {\displaystyle z\in E\otimes F}
{\displaystyle \|z\|_{\epsilon }:=\sup\{|(f\otimes g)(z)|;\,f\in E\,',g\in F\,',\|f\|_{1}\leq 1,\|g\|_{2}\leq 1\}},
wobei die Normen auf den Dualräumen wie in den Ausgangsräumen bezeichnet seien.
Durch diese Definition erhält man eine Norm auf dem Tensorprodukt, das sogenannte injektive Tensorprodukt der Normen {\displaystyle \|\cdot \|_{1}} und {\displaystyle \|\cdot \|_{2}}.
Versieht man {\displaystyle E\otimes F} mit dieser Norm, so nennt man {\displaystyle E\otimes F} das injektive Tensorprodukt oder auch das {\displaystyle \epsilon }-Tensorprodukt der normierten Räume {\displaystyle E} und {\displaystyle F} und schreibt dafür {\displaystyle E\otimes _{\epsilon }F}. Das injektive Tensorprodukt wird auch schwaches Tensorprodukt genannt.

### Eigenschaften
Sind in der Situation obiger Definition {\displaystyle x\in E,y\in F}, so gilt {\displaystyle \|x\otimes y\|_{\epsilon }=\|x\|_{1}\cdot \|y\|_{2}}.
Es gilt stets {\displaystyle \|z\|_{\epsilon }\leq \|z\|_{\pi }}, wobei {\displaystyle \|\cdot \|_{\pi }} das projektive Tensorprodukt bezeichne.
Jedes {\displaystyle z=\sum _{i=1}^{n}x_{i}\otimes y_{i}} definiert einen stetigen linearen Operator
{\displaystyle T_{z}:E\,'\rightarrow F}, indem man {\displaystyle T_{z}(f):=\sum _{i=1}^{n}f(x_{i})y_{i}} setzt. 
Es ist leicht zu zeigen, dass die {\displaystyle \epsilon }-Norm von {\displaystyle z} mit der Operatornorm von {\displaystyle T_{z}} übereinstimmt.
Dies hätte man als eine alternative Definition für die {\displaystyle \epsilon }-Norm verwenden können, wobei aber die Symmetrie, mit der {\displaystyle E} und {\displaystyle F} in die Definition eingehen, dann nicht so offensichtlich gewesen wäre wie bei der oben gegebenen Definition.

## Banachräume
Das injektive Tensorprodukt zweier Banachräume {\displaystyle (E,\|\cdot \|_{1})} und {\displaystyle (F,\|\cdot \|_{2})} ist in der Regel nicht vollständig, so dass die Bildung des Tensorproduktes aus der Kategorie der Banachräume herausführt. 
Um in der Kategorie der Banachräume zu bleiben, muss man vervollständigen.
Man definiert daher {\displaystyle E{\hat {\otimes }}_{\epsilon }F} als die Vervollständigung des normierten Raums {\displaystyle E\otimes _{\epsilon }F} und nennt {\displaystyle E{\hat {\otimes }}_{\epsilon }F} das injektive Tensorprodukt in der Kategorie der Banachräume.

### Hilberträume
Ist {\displaystyle H} ein Hilbertraum, so ist nach obigem {\displaystyle H\,'\otimes H\subset L(H)} eine isometrische Einbettung in den Raum der stetigen linearen Operatoren auf {\displaystyle H}. Man kann zeigen, dass bei dieser Identifikation das Tensorprodukt genau mit den kompakten Operatoren zusammenfällt, das heißt, es gilt {\displaystyle H\,'{\hat {\otimes }}_{\epsilon }H\cong K(H)}. Insbesondere zeigt dieses Beispiel, dass das injektive Tensorprodukt von Hilberträumen im Allgemeinen kein Hilbertraum ist. 

### Das Tensorprodukt mit Räumen stetiger Funktionen
Ist {\displaystyle X} ein kompakter Raum, so bezeichne {\displaystyle C(X)} den Banachraum der stetigen Funktionen {\displaystyle X\rightarrow {\mathbb {K} }} mit der Supremumsnorm.
{\displaystyle E} sei ein weiterer Banachraum und {\displaystyle C(X,E)} sei der Banachraum der {\displaystyle E}-wertigen stetigen Funktionen mit der Supremumsnorm.
Dann ist durch {\displaystyle C(X)\otimes _{\epsilon }E\rightarrow C(X,E),\sum _{i=1}^{n}f_{i}\otimes y_{i}\mapsto \sum _{i=1}^{n}f(\cdot )\otimes y_{i}} eine isometrische Einbettung mit dichtem Bild gegeben, das heißt, diese
Einbettung setzt sich zu einem isometrischen Isomorphismus zwischen {\displaystyle C(X){\hat {\otimes }}_{\epsilon }E} und {\displaystyle C(X,E)} fort. Das schreibt sich kurz und prägnant als 
{\displaystyle C(X){\hat {\otimes }}_{\epsilon }E\cong C(X,E)}.
Insbesondere erhält man für zwei kompakte Räume {\displaystyle X_{1}} und {\displaystyle X_{2}} die erwarteten Isometrien
{\displaystyle C(X_{1}){\hat {\otimes }}_{\epsilon }C(X_{2})\,\cong \,C(X_{1},C(X_{2}))\,\cong \,C(X_{1}\times X_{2})}.

### Tensorprodukt mit ℓ1
Es seien {\displaystyle \ell ^{1}} der Folgenraum der absolut konvergenten, reellen Reihen und {\displaystyle E} ein Banachraum. Das projektive Tensorprodukt {\displaystyle \ell ^{1}{\hat {\otimes }}_{\pi }E} kann bekanntlich mit dem Raum {\displaystyle \ell ^{1}(E)} der absolut konvergenten Reihen in {\displaystyle E} identifiziert werden. Für das injektive Tensorprodukt {\displaystyle \ell ^{1}{\hat {\otimes }}_{\epsilon }E} gelingt eine ähnliche Charakterisierung, wenn man die absolute Konvergenz durch unbedingte Konvergenz ersetzt.
Es sei {\displaystyle \ell ^{1}[E]} der Raum der unbedingt konvergenten Reihen in {\displaystyle E}. Ist {\displaystyle (x_{n})_{n}} eine solche Reihe, so ist {\displaystyle \sum _{n=1}^{\infty }f(x_{n})} für jedes {\displaystyle f\in E'} absolut konvergent. Es gilt sogar, dass
{\displaystyle \|(x_{n})_{n}\|:=\sup \left\{\sum _{n=1}^{\infty }|f(x_{n})|;\,f\in E',\|f\|\leq 1\right\}}
endlich ist und eine Norm auf {\displaystyle \ell ^{1}[E]} definiert, die {\displaystyle \ell ^{1}[E]} zu einem Banachraum macht. 
Dann kann man zeigen, dass die bilineare Abbildung
{\displaystyle \ell ^{1}\times E\rightarrow \ell ^{1}[E],((a_{n})_{n},x)\mapsto (a_{n}x)_{n}}
eine isometrische Abbildung
{\displaystyle \ell ^{1}\otimes _{\epsilon }E\rightarrow \ell ^{1}[E]}
induziert, die sich zu einem isometrischen Isomorphismus
{\displaystyle \ell ^{1}{\hat {\otimes }}_{\epsilon }E\rightarrow \ell ^{1}[E]}
fortsetzt.

## Lokalkonvexe Räume
Die Konstruktion des injektiven Tensorproduktes kann wie folgt auf den Fall der lokalkonvexen Räume verallgemeinert werden.

### Definition
Es seien {\displaystyle E} und {\displaystyle F} zwei lokalkonvexe Räume, und es seien
{\displaystyle U\subset E} und {\displaystyle V\subset F} absolutkonvexe Nullumgebungen.
Weiter bezeichne {\displaystyle U^{\circ }:=\{\varphi \in E^{\,\prime }\,;\,\operatorname {Re} (\varphi (x))\leq 1\ \forall \,x\in U\}} die Polare von {\displaystyle U} und analog {\displaystyle V^{\circ }} die Polare von {\displaystyle V}. Man erhält eine Halbnorm {\displaystyle \epsilon _{U,V}} auf {\displaystyle E\otimes F} durch die Definition
{\displaystyle \epsilon _{U,V}\left(\sum _{j=1}^{n}x_{j}\otimes y_{j}\right):=\sup \left\{\left|\sum _{j=1}^{n}f(x_{j})g(y_{j})\right|;\,f\in U^{\circ },g\in V^{\circ }\right\}}.
Das injektive Tensorprodukt oder {\displaystyle \epsilon }-Tensorprodukt {\displaystyle E\otimes _{\epsilon }F} ist der mit dem System der Halbnormen {\displaystyle \epsilon _{U,V}} ausgestattete Tensorproduktraum, wobei {\displaystyle U} und {\displaystyle V} die absolutkonvexen Nullumgebungen von {\displaystyle E} bzw. {\displaystyle F} durchlaufen. Das verallgemeinert die Definition des injektiven Tensorproduktes normierter Räume.
Die Vervollständigung von {\displaystyle E\otimes _{\epsilon }F} wird wie im Falle normierter Räume mit {\displaystyle E{\hat {\otimes }}_{\epsilon }F} bezeichnet.

### Stabilitätseigenschaften
Einige Klassen lokalkonvexer Räume sind stabil gegenüber der Bildung des injektiven Tensorproduktes. 
Gehören {\displaystyle E} und {\displaystyle F} beide zu einer der Klassen
- normierte Räume
- metrisierbare lokalkonvexe Räume
- nukleare Räume
- Schwartz-Räume,

so gehört auch {\displaystyle E\otimes _{\epsilon }F} dieser Klasse an.
- Sind {\displaystyle E} und {\displaystyle F} Fréchet-Montel-Räume, so auch {\displaystyle E{\hat {\otimes }}_{\epsilon }F}.

### Das Tensorprodukt mit Räumen stetiger Funktionen
Es sei {\displaystyle X} ein vollständig regulärer Raum, und {\displaystyle C(X)_{c}} bezeichne den Raum der stetigen Funktionen {\displaystyle X\rightarrow {\mathbb {K} }} mit der Topologie der gleichmäßigen Konvergenz auf kompakten Mengen. Ist {\displaystyle E} ein weiterer lokalkonvexer Raum, so sei {\displaystyle C(X,E)_{c}} der Raum der {\displaystyle E}-wertigen stetigen Funktionen mit der Topologie der gleichmäßigen Konvergenz auf kompakten Mengen. Dann besteht die natürliche Isomorphie
wenn {\displaystyle E} vollständig und {\displaystyle X} ein Kelley-Raum ist. Dabei heißt {\displaystyle X} ein Kelley-Raum, wenn eine Funktion {\displaystyle X\rightarrow {\mathbb {K} }} bereits dann stetig ist, wenn ihre Einschränkungen auf kompakten Teilmengen stetig sind. Das ist beispielsweise bei lokalkompakten Räumen der Fall.